# Santi Pietro e Paolo a Via Ostiense
Santi Pietro e Paolo a Via Ostiense ou Basílica de Santos Pedro e Paulo na Via Ostiense é uma basílica menor e uma das igrejas titulares de Roma, Itália, localizada na Piazzale dei Santi Pietro e Paolo, na região moderna de EUR. Ela fica no extremo oeste da Viale Europa, em cujos dois últimos quarteirões está uma escadaria monumental reservada para pedestres e pavimentada com mármore multicolorido. Estão ali, perto da igreja, estátuas colossais de São Pedro e São Paulo.
O cardeal-presbítero protetor do título de Santos Pedro e Paulo na Via Ostiense é Pedro Ricardo Barreto Jimeno.

## História
O esquema original da igreja era parte do plano fascista de 1936 para a Exposição Mundial de 1942, que jamais se realizou por causa da Segunda Guerra Mundial, mas que acabou deixando um legado de edifícios monumentais em Roma. A igreja foi planejada para ser o ponto alto da seção oeste do local escolhido para a exposição e foi encarregada a um comitê de arquitetos: Arnaldo Foschini, Alfredo Energici, Vittorio Grassi, Nello Ena, Tullio Rossi e Costantino Vetriani. Eles escolheram um plano baseado na cruz grega, baseando-se no plano original para a nova Basílica de São Pedro de Michelângelo. A construção começou em 1939, mas foi interrompida pela guerra e pela falta de entusiasmo da Diocese de Roma em se envolver. Ela só foi completada em 1955 e tornou-se uma igreja paroquial em 1958. Aparentemente, a função original deste edifício era ser o mausoléu de Mussolini.
A paróquia está a cargo dos franciscanos conventuais.

## Exterior
O local escolhido para a igreja é uma elevação sobre o vale do rio Tibre e sua encosta desde até a área principal de EUR do outro lado. Está no canto noroeste de EUR, uma posição pouco conveniente. A intenção original era que o edifício fosse visível de longe, uma missão cumprida com louvor pelo projeto. A escadaria monumental fica no lado leste do edifício, subindo a encosta.
O edifício em si é um cubo de tijolos marrons com borda de pedra dotado de quatro gigantescos pilones anexos à cada fachada da cruz grega. A cúpula hemisférica está coberta por telhas hexagonais e está assentada sobre um tambor com seis recessos dotados de pequenas vigias. A lanterna é um cilindro cortado por quatorze aberturas retangulares estreitas e encimada por uma cobertura cônica que suporta uma estátua de Nossa Senhora. A entrada está no pilone oriental e, no enorme recesso retangular sobre as portas está um alto-relevo de Jesus ressuscitado com os apóstolos. Imediatamente acima da porta está a Confissão de Pedro em latim e, sobre o recesso, uma inscrição dedicatória.

## Interior
Comparado ao local magnífico, o interior pode ser frustrante. Quase todas as paredes do interior estão pintadas de um amarelo amarronzado claro com rachaduras já à mostra. A cúpula está coberta por caixotões decorados com cruzes e há um vitral no óculo sobre a cruz. Há oito vigias (janelas redondas) à volta do tambor e somente elas iluminam o interior.
Dominando todo o ambiente está o mosaico de "Cristo em Glória" sobre o altar-mor. A capela da esquerda é dedicada à Imaculada Conceição e tem um mosaico, "Madona com o Menino Venerada por Anjos". A da direita é dedicada a São Francisco de Assis, que aparece no mosaico juntamente com outros santos franciscanos. Há ainda relevos mostrando os evangelistas nos quatro pontos cardeais. Talvez o item mais interessante de toda a decoração é o enorme lustre em forma de coroa de dezesseis lados presa aos pendículos e cujo diâmetro é o mesmo da cúpula.